# Kommunalvalget i Slesvig-Holsten 2023
Kommunalvalget i Slesvig-Holsten blev afholdt den 14. maj 2023. Valgdeltagelsen lå på 49,4 procent
Der blev valgt medlemmer til både kommunalbestyrelser og kredsdage for en periode på fem år.

## Valgret
Personer, der er statsborgere i et EU-land, er fyldt 16 år på valgdagen og har boet i delstaten i mindst tre måneder, har valgret. Modsat forbunds- og landdagsvalget er der ikke en spærregrænse på 5 procent.

## Resultatet af valget
Det landsdækkende valgresultat tager kun hensyn til valget til kredsdagene og byrådene i de kredsfrie kommuner (→ Kiel, Lübeck, Flensborg og Neumünster), men ikke til valget til de øvrige kommunalbestyrelser. Det henvises til, at partiet SSW kun opstiller i delstatens nordlige del, i Sydslesvig.
Ligesom ved landdagsvalget 2022 blev CDU med 33,8 procent af stemmerne (trods en tilbagegang på 1,3 procent sammenlignet med kommunalvalget i 2018) største parti ved valget. Socialdemokraterne fik 19,4 procent (3,9 procent tilbagegang), miljøpartiet De Grønne 17,7 procent (1,2 procent fremgang), det liberale FDP 6,8 procent (0,1 procent fremgang), AfD 8,1 procent (2,6 procent fremgang), den dansk-frisiske SSW 4,4 procent (2,1 procent fremgang) og venstrepartiet Die Linke 2,1 (1,8 procent tilbagegang). Lokallisterne fik 3,8 procent.
| Parti                                              | Procent | Stemmer   |
| valgdeltagelse                                     | 49,4    | 1.177.972 |
| -------------------------------------------------- | ------- | --------- |
| CDU (Kristdemokraterne)                            | 33,8    | 393.522   |
| SPD (Socialdemokraterne)                           | 19,4    | 225.348   |
| Bündnis 90/Die Grünen (Grønne)                     | 17,7    | 206.251   |
| FDP (Liberale)                                     | 6,8     | 79.254    |
| Alternative für Deutschland (nationalkonservativt) | 8,1     | 94.687    |
| Sydslesvigsk Vælgerforening                        | 4,4     | 50.783    |
| lokallister / borgerlister                         | 3,8     | 43.707    |
| Die Linke                                          | 2,1     | 24.282    |
| Freie Wähler (Frie Vælgere)                        | 2,1     | 23.905    |
| dieBasis                                           | 0,9     | 10.732    |
| Die Partei (satireparti)                           | 0,6     | 6.740     |
| Volt                                               | 0,2     | 1.779     |
| Zukunft                                            | 0,1     | 756       |
| Die Humanisten                                     | 0,0     | 91        |
| DKP                                                | 0,0     | 38        |
| EzB                                                | 0,0     | 467       |